# Max Hagedorn (Entomologe)
Heinrich Julius Max Hagedorn (* 28. November 1852 in Rathsthal, Kreis Gerdauen; † 15. Dezember 1914 in Hamburg) war ein deutscher Arzt und Entomologe.

## Leben
Hagedorn war der Sohn eines Gutsbesitzers in Rathsthal bei Königsberg. Er legte 1872 am Altstädtischen Gymnasium in Königsberg sein Abitur ab und begann danach an der dortigen Universität ein Medizinstudium. Im Wintersemester 1872/73 wurde er Mitglied der Burschenschaft Germania Königsberg. Nach dem Studium war er als praktischer Arzt in Mohrungen tätig und fuhr einige Jahre als Schiffsarzt, bevor er 1888 in Hamburg eine Spezialpraxis für Hals-Nasen-Ohren-Heilkunde eröffnete. Hagedorn gehörte mehrere Jahre dem Vorstand der Ärztekammer Hamburg an.
Er widmete sich der Entomologie, wobei sein Hauptinteresse den Borkenkäfern galt. Dazu veröffentlichte er zahlreiche Aufsätze, darunter Arbeiten über die Ipidae für den Coleopterorum Catalogus und die Genera Insectorum. Seine Sammlung von Borkenkäfern, mit über 400 Arten in über 60 Gattungen sowie etwa 300 weitere Präparate und Fraßstücke überließ er dem Naturhistorischen Museum Hamburg als Schenkung. Das Museum erhielt nach seinem Ableben seinen weiteren entomologischen Nachlass.
Von 1892 bis 1898 war Hagedorn Mitglied der Hamburgischen Bürgerschaft und gehörte dort der Fraktion der Linken an. Er war ab etwa 1899 Mitglied des Vereins für naturwissenschaftliche Unterhaltung zu Hamburg.